# Luigi Mattei
Luigi Mattei (Roma, 17 marzo 1702 – Roma, 30 gennaio 1758) è stato un cardinale e nobile italiano.

## Biografia
Luigi Mattei nacque a Roma il 17 marzo 1702, primogenito di Alessandro Mattei, II duca di Giove, e Teresa Naro. Era fratello maggiore di Girolamo Mattei, III duca di Giove, e di Francesco Mattei, patriarca titolare di Alessandria.
Espresse in giovane età il desiderio di abbracciare la vita sacerdotale e si dedicò allo studio della storia e del diritto. Si laureò in utroque iure il 31 gennaio 1727.
Ricevuta l'ordinazione in una data non nota, entrò a servizio della Curia romana il 14 febbraio 1727 come referendario della Segnatura Apostolica. Nel 1730 divenne canonico della Basilica Lateranense e nel 1733 giudice della fabbrica di San Pietro. Dal 1734 al 1737 fu relatore della Congregazione del Buon Governo. Papa Benedetto XIV lo incaricò dello studio della riforma dei tribunali. Nel 1743 divenne chierico della Camera Apostolica. Dal 1744 al 1747 fu vicario della Basilica di San Pietro in Vaticano e dal 14 novembre 1747 uditore della Sacra Rota.
Papa Benedetto XIV lo elevò al rango di cardinale presbitero nel concistoro del 26 novembre 1753, assegnandogli il titolo di San Matteo in Merulana. Fu ascritto alle principali sacre congregazioni e nel 1756 divenne cardinale protettore dei Camaldolesi. In quell'anno optò per il titolo di Cardinale presbitero di Santa Maria in Ara Coeli, patronato della sua famiglia, e divenne abate commendatario della basilica di San Lorenzo fuori le mura.

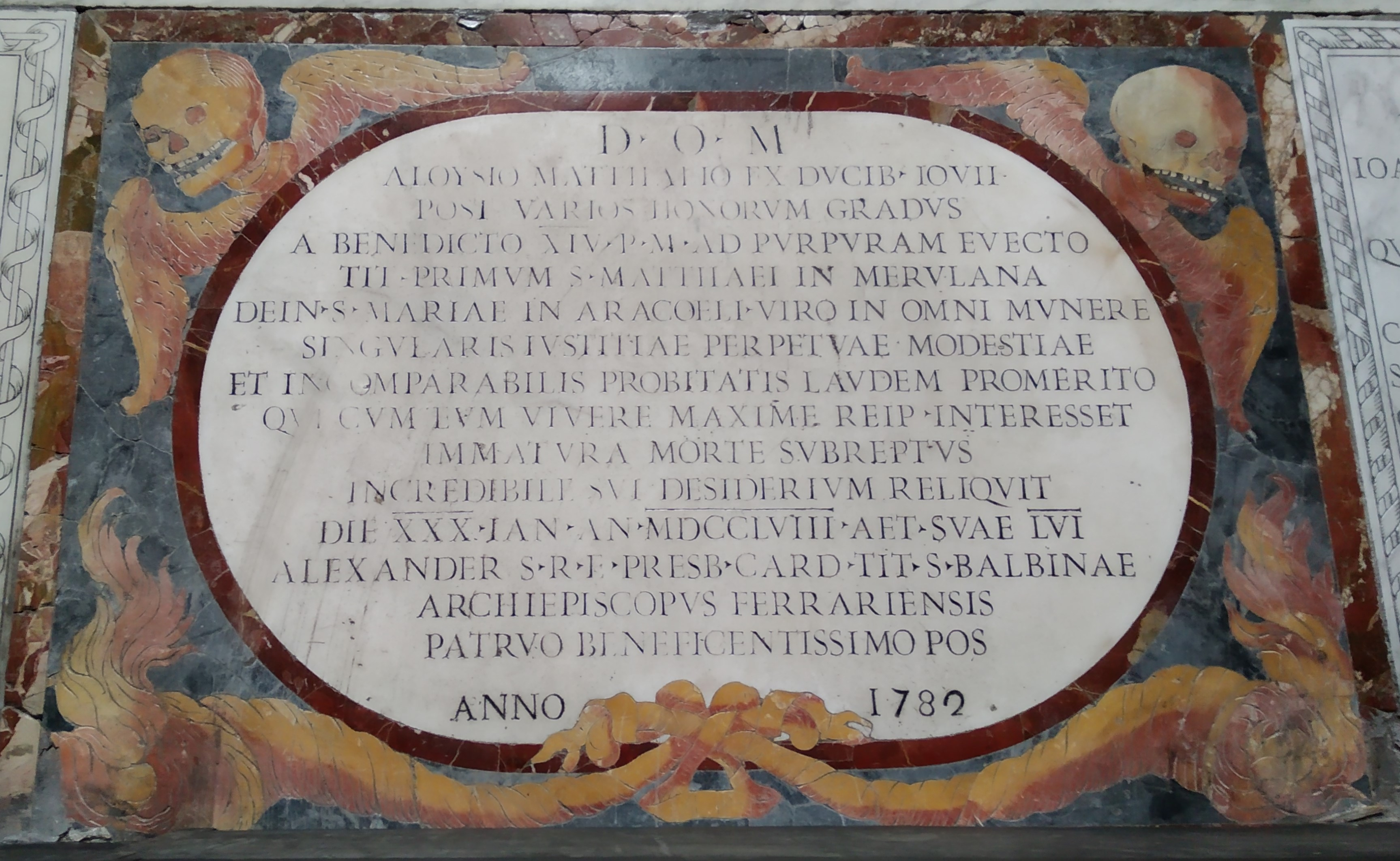
Lapide funeraria del cardinal Luigi Mattei, fatta realizzare da suo nipote Alessandro.

Morì a Roma il 30 gennaio 1758. I funerali si tennero nella basilica dell'Aracoeli e il suo corpo fu inumato all'interno della cappella della famiglia Mattei presso la medesima basilica.

## Ascendenza
|                                                |                                      |                                                    | Genitori                                           |  |  | Nonni |  |  | Bisnonni                              |  |  | Trisnonni         |  |
|                                                |                                      |                                                    |                                                    |  |  |       |  |  | Asdrubale Mattei, I marchese di Giove |  |  | Alessandro Mattei |  |
|                                                |                                      |                                                    |                                                    |  |  |       |  |  | Asdrubale Mattei, I marchese di Giove |  |  | Alessandro Mattei |  |
|                                                |                                      | Emilia Mazzatosta                                  |                                                    |  |  |       |  |  | Asdrubale Mattei, I marchese di Giove |  |  |                   |  |
| Girolamo Mattei, I duca di Giove               |                                      |                                                    |                                                    |  |  |       |  |  | Asdrubale Mattei, I marchese di Giove |  |  |                   |  |
|                                                |                                      | Costanza Gonzaga                                   | Alfonso I Gonzaga, conte di Novellara e Bagnolo    |  |  |       |  |  |                                       |  |  |                   |  |
|                                                |                                      | Costanza Gonzaga                                   | Alfonso I Gonzaga, conte di Novellara e Bagnolo    |  |  |       |  |  |                                       |  |  |                   |  |
|                                                |                                      | Costanza Gonzaga                                   | Vittoria di Capua                                  |  |  |       |  |  |                                       |  |  |                   |  |
| Alessandro Mattei, II duca di Giove            |                                      | Costanza Gonzaga                                   |                                                    |  |  |       |  |  |                                       |  |  |                   |  |
|                                                |                                      | Orazio Spada, marchese di Viceno e Castel Viscardo | Francesco Spada                                    |  |  |       |  |  |                                       |  |  |                   |  |
|                                                |                                      | Orazio Spada, marchese di Viceno e Castel Viscardo | Francesco Spada                                    |  |  |       |  |  |                                       |  |  |                   |  |
|                                                |                                      | Orazio Spada, marchese di Viceno e Castel Viscardo | Cecilia Severoli                                   |  |  |       |  |  |                                       |  |  |                   |  |
| Eugenia Spada Veralli                          |                                      | Orazio Spada, marchese di Viceno e Castel Viscardo |                                                    |  |  |       |  |  |                                       |  |  |                   |  |
|                                                |                                      | Maria Veralli                                      | Giovanbattista Veralli, signore di Castel Viscardo |  |  |       |  |  |                                       |  |  |                   |  |
|                                                |                                      | Maria Veralli                                      | Giovanbattista Veralli, signore di Castel Viscardo |  |  |       |  |  |                                       |  |  |                   |  |
|                                                |                                      | Maria Veralli                                      | Eugenia Rocci                                      |  |  |       |  |  |                                       |  |  |                   |  |
| Luigi Mattei                                   |                                      | Maria Veralli                                      |                                                    |  |  |       |  |  |                                       |  |  |                   |  |
|                                                | Fabrizio Naro, II marchese di Mompeo | Bernardino Naro, I marchese di Mompeo              |                                                    |  |  |       |  |  |                                       |  |  |                   |  |
|                                                | Fabrizio Naro, II marchese di Mompeo | Bernardino Naro, I marchese di Mompeo              |                                                    |  |  |       |  |  |                                       |  |  |                   |  |
|                                                | Fabrizio Naro, II marchese di Mompeo | Olimpia Lante                                      |                                                    |  |  |       |  |  |                                       |  |  |                   |  |
| Giovanni Battista Naro, III marchese di Mompeo | Fabrizio Naro, II marchese di Mompeo |                                                    |                                                    |  |  |       |  |  |                                       |  |  |                   |  |
|                                                |                                      | Silvia de' Cavalieri                               | Gaspare de' Cavalieri                              |  |  |       |  |  |                                       |  |  |                   |  |
|                                                |                                      | Silvia de' Cavalieri                               | Gaspare de' Cavalieri                              |  |  |       |  |  |                                       |  |  |                   |  |
|                                                |                                      | Silvia de' Cavalieri                               | Girolama Paluzzi Albertoni                         |  |  |       |  |  |                                       |  |  |                   |  |
| Teresa Naro                                    |                                      | Silvia de' Cavalieri                               |                                                    |  |  |       |  |  |                                       |  |  |                   |  |
|                                                |                                      | Mario di Carpegna, conte di Carpegna               | Tommaso di Carpegna, conte di Carpegna             |  |  |       |  |  |                                       |  |  |                   |  |
|                                                |                                      | Mario di Carpegna, conte di Carpegna               | Tommaso di Carpegna, conte di Carpegna             |  |  |       |  |  |                                       |  |  |                   |  |
|                                                |                                      | Mario di Carpegna, conte di Carpegna               | Vittoria Landriani                                 |  |  |       |  |  |                                       |  |  |                   |  |
| Anna Maria di Carpegna                         |                                      | Mario di Carpegna, conte di Carpegna               |                                                    |  |  |       |  |  |                                       |  |  |                   |  |
|                                                |                                      | Teresa Dudley                                      | Robert Dudley, conte di Warwick                    |  |  |       |  |  |                                       |  |  |                   |  |
|                                                |                                      | Teresa Dudley                                      | Robert Dudley, conte di Warwick                    |  |  |       |  |  |                                       |  |  |                   |  |
|                                                |                                      | Teresa Dudley                                      | Elizabeth Southwell                                |  |  |       |  |  |                                       |  |  |                   |  |
|                                                |                                      | Teresa Dudley                                      |                                                    |  |  |       |  |  |                                       |  |  |                   |  |